# 1776 (brädspel)
1776 är ett historiskt konfliktspel om det amerikanska frihetskriget av Randal C Reed, utgivet av Avalon Hill 1974.
Spelet är konstruerat för två spelare som antar rollen som antingen den amerikanska eller den brittiska sidan i kriget. Spelplanen föreställer de tretton kolonierna på Nordamerikas östkust samt delar av sydöstra Kanada. Förutom amerikanska och brittiska styrkor finns även franska, tyska och indianska enheter representerade. Spelmekaniken liknar majoriteten av andra konfliktspel från samma period, men 1776 har också ett system för avgörande av slag med hjälp av kort. I likhet med många andra Avalon Hill-spel finns två uppsättningar regler, en bas-variant (basic game) och en avancerad (advanced game). Regler finns för fyra olika mindre scenarier, samt ett kampanjscenario som iscensätter hela kriget. Trots att spelet slutat tryckas sedan länge har entusiaster fortsatt att utveckla reglerna. 